# Verwaltungsgemeinschaft Bad Schmiedeberg
In der Verwaltungsgemeinschaft Bad Schmiedeberg waren die Stadt Bad Schmiedeberg (Verwaltungssitz) sowie die Gemeinden Korgau und Söllichau im sachsen-anhaltischen Landkreis Wittenberg zusammengeschlossen.

## Geschichte
Die Verwaltungsgemeinschaft wurde irgendwann gegründet und mit der Verwaltungsgemeinschaft Pretzsch irgendwann zur neuen Verwaltungsgemeinschaft Elbe-Heiderand-Gemeinden zusammengeschlossen. Ein Gerichtsurteil erklärte diese Fusion allerdings für nicht stattgefunden. Dadurch wurde am 27. Februar 2000 aus der VG Elbe-Heiderand-Gemeinden herausgelöst, die ihrerseits am 9. April 2000 aufgelöst wurde und in der neuen Verwaltungsgemeinschaft Elbe-Heideland-Gemeinden aufgegangen ist. Knappe fünf Jahre (1. Januar 2005) später fusionierte die beiden Verwaltungsgemeinschaften zur neuen Verwaltungsgemeinschaft Kurregion Elbe-Heideland, deren Mitgliedsgemeinden ihrerseits am 1. Juli 2009 zur neuen Einheitsgemeinde Stadt Bad Schmiedeberg zusammengeschlossen wurden.